# Ravnik, Šentrupert
Ravnik je naselje v Občini Šentrupert.